# Joseph Mesdach de ter Kiele
Joseph Mesdach de ter Kiele, né à Furnes le 5 janvier 1788 et mort à Bruxelles le 1er février 1834, est un homme politique belge.

## Fonctions et mandats
- Membre de la Chambre des représentants de Belgique : 1831-1834

## Publications
- Étude sur la carrière politique et littéraire d'Asinius Pollion, Leuven, 1878.

## Sources
- Paul VAN MOLLE, Het Belgisch Parlement, 1894-1972, Antwerpen, Standaard, 1972.
- Oscar THOMAS DE BRACHÈNE, État présent de la noblesse belge, Annuaire 1998, Brussel, 1998.
- Marie-Pierre D'UDEKEM D'ACOZ, Voor koning en vaderland. De Belgische adel in het Verzet, Tielt, Lannoo, 2003.

- Notice dans un dictionnaire ou une encyclopédie généraliste :   - Biografisch Portaal van Nederland